# Joan Haanappel
Joan Haanappel (La Haya, Reichskommissariat Niederlande; 13 de noviembre de 1940-Leuven, Bélgica; 23 de febrero de 2024) fue una patinadora artística neerlandesa tres veces semifinalista europea y campeona nacional.

## Carrera
Haanappel inició su carrera en 1949 en el Houtrust ice skating club en La Haya. Compitió en el Campeonato Europeo de Patinaje Artístico sobre Hielo de 1953 en Dortmund con apenas 12 años, donde finalizó en el puesto 14. Ganó su primer campeonato nacional en 1955. También participó en los Juegos Olímpicos de 1956 en Cortina d'Ampezzo, Italia donde terminó en el lugar 13.
En 1958 Haanappel se convirtió en la primera deportista de Países Bajos en ganar una medalla continental en patinaje artístico, donde ganó la medalla de bronce quedando detrás de las patinadoras de Austria Ingrid Wendl y Hanna Walter en el Campeonato Europeo de Patinaje Artístico sobre Hielo de 1958 en Bratislava, Checoslovaquia. Al año siguiente fue superada por Sjoukje Dijkstra en el campeonato nacional. Ganaría la medalla de bronce en el Campeonato Europeo de Patinaje Artístico sobre Hielo de 1959 en Davos, Suiza, donde compartió el podio con Walter y Dijkstra.
La temporada de 1959–1960 fue la última en la carrera de Haanappel. Ganó el Richmond Trophy y sería nuevamente subcampeona nacional detrás de Dijkstra. Ganaría su tercera medalla de bronce en el Campeonato Europeo de Patinaje Artístico sobre Hielo de 1959 en Garmisch-Partenkirchen, Alemania Federal, y terminó en quinto lugar en los Juegos Olímpicos Invernales de 1960 en Squaw Valley, California.
Luego de participar en el Campeonato Mundial de 1960, Haanappel se retiró de las competiciones aficionadas para ser profesional, donde pasaría a mudarse a Viena para unirse al Holiday on Ice.

## Tras el retiro
En 1976 Haanappel inicia su carrera de 30 años en la televisión como presentadora y comentarista deportiva. Trabajó para Studio Sport, Eurosport, la división de deportes de ZDF (Alemania) como parte del equipo no permanente.
En 2005 Haanappel pasó a integrar el Comité de Patinaje Artístico de la Royal Netherlands Skating Federation (KNSB). En 2006 se convirtió en la primera representante del patinaje artístico en ser miembro del Consejo de la KNSB Council. Dejaría el cargo en 2008.
Haanappel fundó la Stichting Kunstrijden Nederland, SKN, (Netherlands Figure Skating Foundation), una organización no lucrativa para apoyar el talento de jóvenes patinadores neerlandeses. El 12 de noviembre de 2008 fue nombrada Caballero Real de la Real Orden de Oranje-Nassau.

## Resultados
| International         | International | International | International | International | International | International | International | International | International | International |
| Event                 | 50–51         | 51–52         | 52–53         | 53–54         | 54–55         | 55–56         | 56–57         | 57–58         | 58–59         | 59–60         |
| --------------------- | ------------- | ------------- | ------------- | ------------- | ------------- | ------------- | ------------- | ------------- | ------------- | ------------- |
| Olimpiadas            |               |               |               |               |               | 13°           |               |               |               | 5°            |
| Campeonato Mundial    |               |               |               |               | 15°           | 11°           | 13°           | 8°            | WD            | 5°            |
| Campeonato Europeo    |               |               | 14°           | 18°           |               | 8°            |               | 3°            | 3°            | 3°            |
| Richmond Trophy       |               |               |               |               |               | 2°            | 2°            |               |               | 1°            |
| Nacional              |               |               |               |               |               |               |               |               |               |               |
| Campeonato Neerlandés | 3°            |               | 3°            | 2°            | 1°            | 1°            | 1°            | 1°            | 2°            | 2°            |
| WD = Abandonó         |               |               |               |               |               |               |               |               |               |               |